# SN 1998bi
SN 1998bi – supernowa typu Ia odkryta 22 marca 1998 roku w galaktyce A134744+0220. W momencie odkrycia miała maksymalną jasność 23,70m.